# Sergio Bernal
Sergio Arturo Bernal Hernández (9 de febrero de 1970) es un exfutbolista mexicano, que jugó como guardameta en el Club Universidad Nacional de la Primera División de México.

## Trayectoria
Su primer club fue el de la UNAM , equipo con el que debutó en 1989 en un "duelo universitario" entre Universidad de Guadalajara 1 - Universidad Nacional de México 0. El 21 de febrero de 2010, en la cancha del Estadio Olímpico Universitario; Bernal llegó a 500 partidos en Primera División; después de 21 años de carrera y 4 títulos en el fútbol mexicano.
Fue muy criticado al suplir a Jorge Campos y Adolfo Ríos en la portería. Logró jugar durante 2 décadas y en el clausura 2003 logra obtener la titularidad, siendo fundamental en los títulos obtenidos en 2004.
El jueves 9 de diciembre de 2010 anuncia su retiro de las canchas a los 40 años de edad después de 21 años de carrera. Es el jugador con más partidos en la historia del club.
Participó con la selección mexicana en 3 ocasiones.
En 2015, es presentado como uno de los 12 participantes famosos que participarán en la Cuarta Temporada del reality show mexicano La Isla.

## Clubes
| Club               | País   | Año       |
| ------------------ | ------ | --------- |
| UNAM               | México | 1988-1997 |
| Correcaminos UAT   | México | 1997-1998 |
| UNAM               | México | 1998-2001 |
| Puebla Fútbol Club | México | 2001-2002 |
| UNAM               | México | 2002-2010 |

## Palmarés

### Campeonatos nacionales
| Título               | Club | País   | Año     |
| -------------------- | ---- | ------ | ------- |
| Primera División     | UNAM | México | 1990-91 |
| Primera División     | UNAM | México | 2004    |
| Primera División     | UNAM | México | 2004    |
| Campeón de Campeones | UNAM | México | 2004    |
| Primera División     | UNAM | México | 2009    |

## Retiro
- Sergio Bernal anunció su retiro definitivo del fútbol el 9 de diciembre de 2010, agradeciendo al Club Universidad y a la afición el gran apoyo recibido durante toda su carrera profesional y debido a su retiro su dorsal 12 fue temporalmente retirado del equipo UNAM.[2][3]
- Su último partido disputado fue el 28 de noviembre de 2010 perdiendo 2-0 contra Monterrey en el Estadio Tecnológico, costándoles la eliminación del torneo Torneo Apertura 2010 del fútbol mexicano.[4]